# Mareike Thomaier
Mareike Thomaier (Keulen, 25. augustus 2000 ) is een Duitse handbalspeelster die speelt voor de Bundesliga-club TSV Bayer 04 Leverkusen.

## Carrière

### Club
Mareike Thomaier begon in 2006 met handbal in de jeugdvan SV Blau-Weiss Hand. In 2011 maakte ze de overstap naar de jeugd van Bayer Leverkusen. Met de A-jeugd van Bayer Leverkusen werd ze in 2017 Duitse tweede in de landelijke competitie. Het jaar daarop werd ze de A-jeugd van Bayer Leverkusen kampioen. In de finale maakte ze de beslissende zevenmeterworp.  In dat seizoen speelde Thomaier  ook wedstrijden in het 2e damesteam in de 3e Liga en scoorde in totaal 123 goals. 
Daarna tekende Thomaier een Bundesliga-contract, maar werd ze het volgende seizoen vooral in de A-jeugd en in het 2e team ingezet. In 2019 bereikte ze opnieuw de finale om het Duits kampioenschap met de A-Jeugd, die ze met 21:22 verloor van Borussia Dortmund . Thomaier werd verkozen tot MVP van het eindtoernooi. In het seizoen 2019/20 scoorde ze in totaal 37 goals in de Bundesliga. Haar contract bij Bayer Leverkusen werd in september 2021 verlengd tot 2024.

### Nationaal Team
Thomaier nam met het Duitse juniorenteam deel aan het EK U-19 2019 in Hongarije, waar ze met het Duitse team als 9e eindigde. Op 1 Oktober 2020 maakte haar debuut voor het Duitse seniorenelftal in een wedstrijd tegen het Nederlands Team.